# Gitana hechicera
«Gitana hechicera» es una canción al estilo rumba catalana del cantante español, Peret.
Se compuso expresamente para la ceremonia de clausura de los Juegos Olímpicos de verano de Barcelona 1992, celebrada el 9 de agosto de ese mismo año en el Estadio Olímpico de Montjuïc.
Fue interpretada, como colofón de la ceremonia, por Peret, junto a Los Amaya y Los Manolos en el mismo escenario.
La canción de estilo rumba catalana, está dedicada a la ciudad de Barcelona.